# Tech 3
Tech 3 (auch Tech3) ist ein französisches Motorradsportteam aus Bormes-les-Mimosas. Es startet in der Motorrad-Weltmeisterschaft in den Klassen MotoGP und Moto3 sowie im MotoE World Cup. Teamchef ist der französische Ex-Rennfahrer Hervé Poncharal, der das Team zusammen mit dem Ingenieur Guy Coulon gründete. Auch sein jüngerer Bruder Jerome und seine Tochter Mathilde sind im Team tätig.

## Geschichte
Das Team wurde 1990 gegründet und trat in der 250-cm³-Klasse der Weltmeisterschaft an. Zunächst setzte es Honda-Maschinen ein, später Suzukis. 1999 wechselte man zu Yamaha. Die Saison 2000 brachte den Durchbruch für Poncharals Mannschaft. Seine Fahrer Olivier Jacque und Shin’ya Nakano dominierten die Weltmeisterschaft der 250-cm³-Klasse, die Jacque hauchdünn für sich entscheiden konnte.
2001 folgte der Aufstieg in die Königsklasse, die 500-cm³-Klasse, mit Jacque und Nakano als Fahrern sowie Gauloises als Sponsor (und weiterhin bis einschließlich 2018 auf Yamaha). Jacque wurde WM-15. in seiner Rookie-Saison, Nakano sogar Fünfter und holte auch mit dem dritten Platz beim Großen Preis von Deutschland auf dem Sachsenring den ersten Podestplatz für Tech 3. In der nächsten Saison, nachdem aus der 500-cm³-Klasse inzwischen die MotoGP-Klasse geworden war, fuhr Jacque auf der gleichen Strecke auch die erste Pole-Position ein, stürzte jedoch im Rennen. Die erstmals in diesem Jahr ausgetragene Team-WM schloss Tech 3 als Fünfter ab.
2003 wurde Nakano nach dessen Wechsel zu D’Antin MotoGP durch Alex Barros ersetzt. Bis einschließlich 2007 fuhren u. a. Norick Abe, Marco Melandri, Toni Elías, Carlos Checa und Makoto Tamada in Poncharals Diensten. Man wechselte während dieser Zeit auch mehrfach den Hauptsponsor.
2008 trat Tech 3 mit den mehrfachen Superbike-Weltmeistern Colin Edwards und James Toseland an. Auch 2009, nach dem Wechsel zu Monster Energy als Hauptsponsor verblieben die gleichen Fahrer im Team, nachdem man über die letzten sechs Saisons mit zwölf verschiedenen Stammfahrern angetreten war. Edwards fuhr beim Großen Preis von Großbritannien auf den zweiten Platz, was nach sechs dritten Plätzen durch Nakano, Barros, Melandri und Edwards die bis dahin beste Platzierung für das französische Team darstellte.

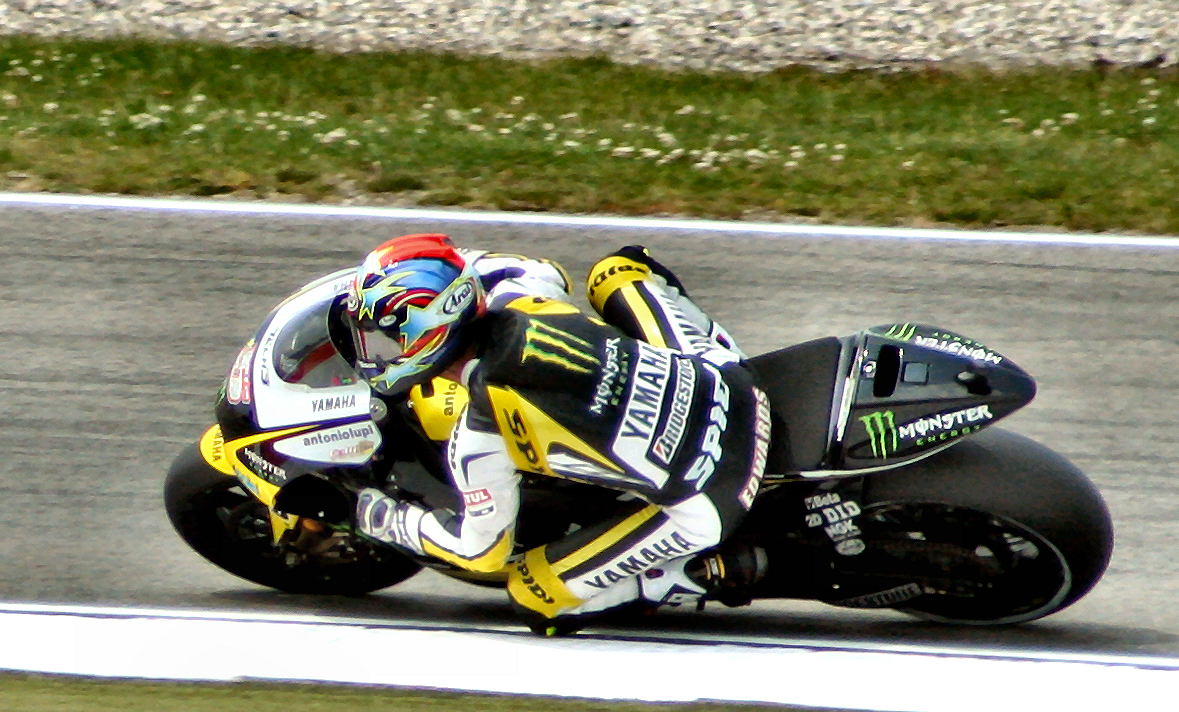
Colin Edwards 2009 auf Tech-3-Yamaha

2010 wurde Toseland nach dessen Rückkehr in die Superbike-WM durch einen anderen (amtierenden) Superbike-Weltmeister ersetzt, Edwards’ Landsmann Ben Spies. Dieser wurde mit einem zweiten und einem dritten Platz WM-Sechster und bester Rookie.
Zudem trat Tech 3 in der neuen Moto2-Klasse der Weltmeisterschaft, die die 250-cm³-Kategorie abgelöst hatte, mit einem eigenen Bike und den Fahrern Raffaele De Rosa und Yuki Takahashi an. Takahashi konnte mit seinem Sieg beim Großen Preis von Katalonien den ersten und einzigen Sieg für Tech 3 als Hersteller sowie den ersten Sieg für das Team seit knapp zehn Jahren einfahren. Die Konstrukteurswertung schloss man als Sechster ab.
2011 verblieb Edwards eine vierte Saison in Folge bei Tech 3, mehr als jeder andere Fahrer vor ihm; während Spies (als erster Tech-3-Fahrer überhaupt) ins Yamaha-Werksteam aufstieg. Seinen Platz nahm der Brite Cal Crutchlow ein. In der Moto2-Klasse trat man mit drei Fahrern an; Bradley Smith, Mike Di Meglio und Xavier Siméon. Crutchlow wurde WM-Zwölfter und bester Rookie, Edwards Neunter. Am Saisonende wurde der Texaner durch den Italiener Andrea Dovizioso ersetzt, der von Repsol Honda keinen neuen Vertrag mehr erhalten hatte, während Crutchlow verblieb. In der Moto2-Klasse wurde Smith mit drei Podestplätzen in Folge Siebter und neuer Teamleader. Das Team verbesserte sich auf den fünften WM-Rang.
2012 fuhren Dovizioso und Crutchlow in der MotoGP-Klasse, während man in der Moto2-Kategorie mit Smith und Siméon nur noch zwei Bikes einsetzte. Dovizioso wurde sechsmal Dritter und fuhr als Vierter den bis heute besten WM-Rang eines Tech-3-Piloten ein. Auch Crutchlow wurde zweimal Dritter sowie WM-Siebter. In der Teamwertung wurde Tech 3 Dritter hinter den Honda- und Yamaha-Werksteams. In der Moto2-Klasse landete Tech 3, obwohl ihnen in diesem Jahr kein Podest gelang, abermals auf dem fünften Rang.
2013 stieg Smith in die MotoGP-Klasse auf und verblieb bei Tech 3, während Crutchlow im Team verblieb und Dovizioso zu Ducati wechselte. Crutchlow wurde mit zwei zweiten und zwei dritten Plätzen (und zwei Pole-Positions) WM-Fünfter, Smith Zehnter, was erneut für den dritten Platz in der Teamwertung genügte. In der Moto2-Klasse gingen der Brite Danny Kent und der Franzose Louis Rossi auf Tech 3 an der Start. Diese allerdings konnte. nicht an Tech 3s Leistungen der Vorjahre anknüpfen. Kent sammelte lediglich 16, Rossi sechs Punkte. Dennoch steigerte sich Tech 3 auf den vierten Gesamtrang.

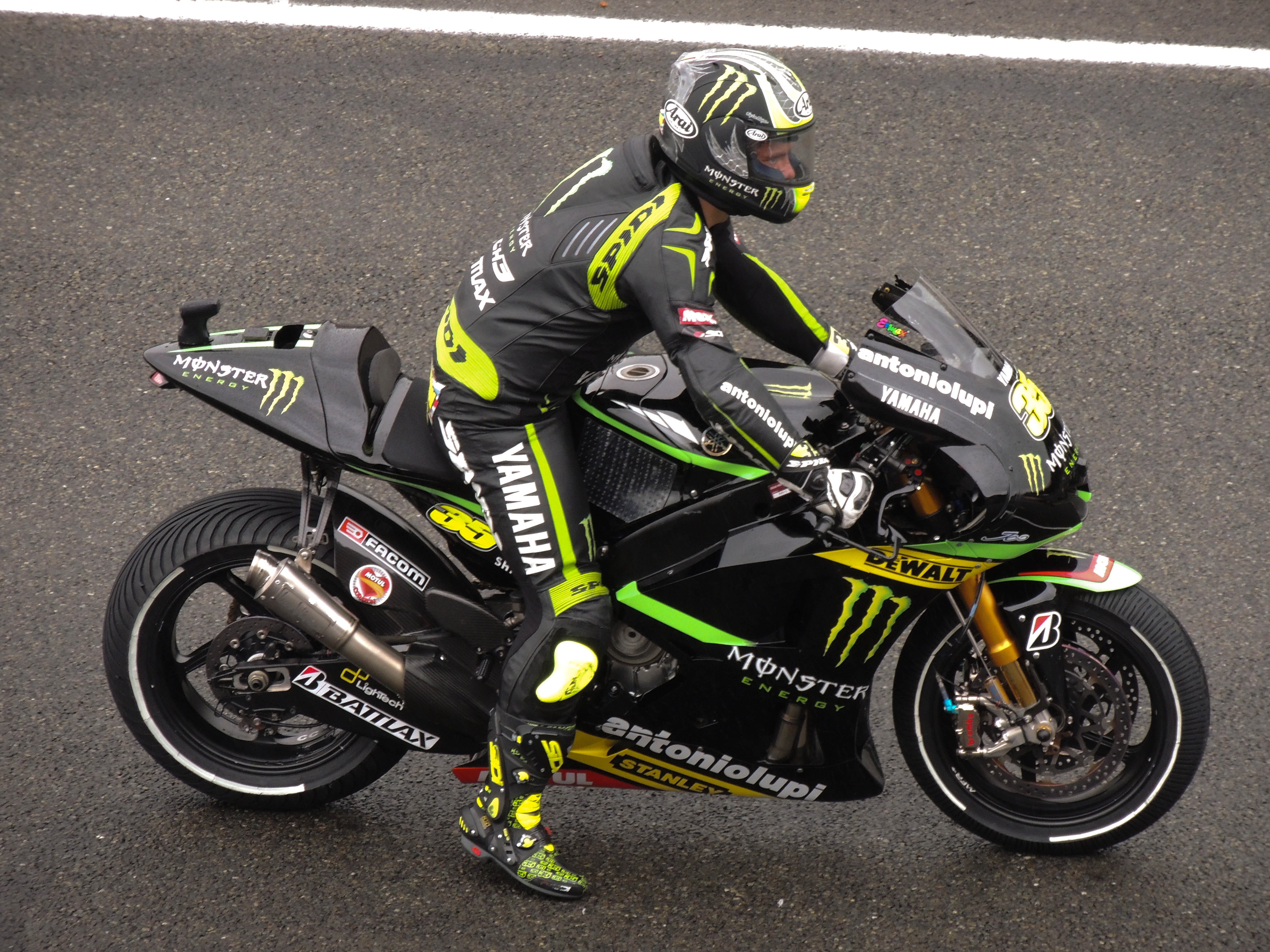
Cal Crutchlow 2013

2014 wurde Crutchlow nach dessen Wechsel zu Ducati durch Pol Espargaró ersetzt. Smith gelang mit dem dritten Platz beim Großen Preis von Australien ein Podestplatz und wurde WM-Achter, Espargaró sogar Sechster und dritter Gewinner der Rookie-Wertung von Tech 3 binnen der letzten vier Jahre.
In der Moto2-Kategorie setzte Tech 3 in derselben Saison den Spanier Ricard Cardús und den Deutschen Marcel Schrötter ein. Der Bayer lieferte eine stark konstante Saison ab; obwohl seine beste Einzelplatzierung ein siebter Platz war, konnte er die Saison als WM-Zehnter abschließen, während Cardús (ebenfalls mit einem siebten Platz) WM-18. wurde.
2015 trat Tech 3 sowohl in der MotoGP- als auch in der Moto2-Klasse mit denselben Fahrern an. Cardús allerdings wurde zur Saisonmitte aufgrund mangelnder Leistungen durch Xavi Vierge ersetzt. Smith wurde Sechster, Espargaró Neunter der Gesamtwertung. Schrötter hingegen konnte die Leistungen der Vorsaison nicht wiederholen und wurde WM-20. Zudem setzte Louis Rossi in der Moto2-Klasse eine Tech-3-Kundenmaschine für Tasca Racing Scuderia Moto2 ein und wurde mit sieben Punkten 25.
2016 verblieben Espargaró und Smith weiterhin im Team, beiden verkündeten allerdings bereits im frühen Saisonverlauf den Wechsel zum neuen Red-Bull-KTM-Team ab 2017. Während der Spanier WM-Achter wurde, konnte Smith nicht mehr an die Leistungen der Vorsaisons anknüpfen und musste verletzungsbedingt drei Rennen auslassen, wo er durch seinen Landsmann Alex Lowes ersetzt wurde. Dadurch verpasste Tech 3 erstmals seit 2007 in der laufenden Saison das Podest; allerdings wurde man als WM-Fünfter abermals bestes Satellitenteam in der Team-WM. In der Moto2-Kategorie trat Vierge nun als Stammfahrer an, während Schrötter nach seinem Wechsel zum AGR Team durch Isaac Viñales ersetzt wurde. Vierge wurde WM-20. und bester Rookie, Viñales 24. Zudem steigerte man sich in der Konstrukteurs-WM der Moto2-Klasse auf Platz drei, allerdings nur, da auch nur noch drei Hersteller Vollzeit aktiv waren.
2017 wurden der amtierende Moto2-Weltmeister Johann Zarco und Jonas Folger als MotoGP-Fahrer verpflichtet. Der Franzose fuhr zwei zweite Plätze bei den Großen Preis von Frankreich und Valencia sowie einen dritten beim Großen Preis von Malaysia und zwei Pole-Positions ein; Folger ebenfalls einen zweiten Platz beim Großen Preis von Deutschland. Kurz vor Saisonende allerdings erkrankte der Deutsche am Burnout-Syndrom und wurde für die letzten vier Rennen durch Broc Parkes, Kohta Nozane und Michael van der Mark ersetzt, die jedoch allesamt keine Punkte einfahren konnten. Zarco wurde als WM-Sechster (und bester Rookie und damit nach Toni Elías, Sylvain Guintoli, Ben Spies, Cal Crutchlow und Pol Espargaró der insgesamt sechste Tech-3-Fahrer in der MotoGP-Klasse, der zum Rookie of the Year gekürt wurde), Folger trotz seiner Erkrankung als Zehnter gewertet. Abermals wurde Tech-3-Yamaha Vierter der Team-WM und bestes Satellitenteam.
In der Moto2-Klasse trat neben Vierge der Australier Remy Gardner, Sohn von Wayne Gardner, an. Vierge wurde Zweiter beim Großen Preis von Japan und fuhr damit den ersten Podestplatz von Tech 3 als Konstrukteur seit mehr als sechs Jahren an. Dennoch wurde Tech 3 abermals Letzter in der Konstrukteurswertung.
2018 verblieb Zarco im Team. Auch Folger hätte einen Vertrag für 2018 gehabt, da er jedoch nicht ausreichend von seiner Krankheit kuriert war, musste er durch den Malaysier Hafizh Syahrin ersetzt werden. Zarco wurde erneut WM-Sechster (und erneut mit zwei Poles, zwei zweiten und einem dritten Platz), während Syahrin mehr Probleme hatte und lediglich WM-16. wurde (den Rookie-Titel allerdings um lediglich vier Punkte gegen Franco Morbidelli verpasste). Durch dessen mäßige Leistungen verpasste Tech 3 als Sechster erstmals seit 2007 die Top-5 der Teamwertung und verlor auch den Rang als bestes Satellitenteam an Pramac Racing. Schon im früheren Saisonlauf war verkündet worden, dass Poncharal seine Zusammenarbeit mit Yamaha nach über 20 Jahren beenden und zu KTM wechseln würde.
In der Moto2-Klasse wurde Vierge nach seinem Wechsel zu IntactGP durch Bo Bendsneyder ersetzt. Gardner wurde WM-19., während Bendsneyder in seiner Rookie-Saison große Schwierigkeiten hatte und nur zwei Punkte einfahren konnte. Dennoch konnte sich Tech 3 in der Konstrukteurs-WM auf Platz vier (von sechs Konstrukteuren) verbessern. In der in der Moto2- und Moto3-Klasse neu eingeführten Team-WM wurde Tech 3 Zwölfter mit 42 Punkten.
2019 wechselte Tech 3 nach dem Wechsel von Yamaha zu KTM auch von Monster Energy zu Red Bull als Sponsor. Die neue Lackierung ähnelt stark der der Scuderia Toro Rosso in der Formel 1. Nach Zarcos Wechsel ins KTMs Werksteam wurde er durch den letztjährigen Moto2-Vizeweltmeister Miguel Oliveira ersetzt, während Syahrin im Team verblieb. Der Wechsel zu KTM wurde als kritisch gesehen und in der Tat hatten die Fahrer 2019 noch Schwierigkeiten. Oliviera wurde WM-17. mit 33 Punkten, Syahrin 23. mit neun. In der Team-WM wurde man Zehnter und Vorletzter, was den schlechtesten Ausgang seit Einführung der Team-WM darstellte.
Auch in der Moto2-Klasse trat man jetzt nicht mehr mit einem eigenen Fahrgestell, sondern mit KTMs an. Fahrer waren Marco Bezzecchi und Philipp Öttl. Für beide jedoch war es eine schwierige Saison. Bezzecchi konnte 17 Punkte einfahren und wurde Gesamt-23., während Öttl komplett punktelos blieb. Die Team-WM schloss Red Bull KTM Tech 3 als 14. ab.
Zudem trat man außerdem im neuen MotoE World Cup mit den Fahrern Héctor Garzó und Kenny Foray an. Garzó wurde Gesamtvierter mit drei Podestplätzen, Foray hingegen nur 18. und letzter.
2020 entschloss sich Tech 3 aufgrund von KTMs Ausstieg aus der Moto2-Kategorie nach zehn Jahren nicht mehr in dieser Klasse anzutreten. Stattdessen setzte man zwei KTMs in der Moto3-Klasse ein, womit Tech 3 in 30 Jahren Teamgeschichte erstmals in der kleinsten Klasse antrat. Fahrer waren der Türke Deniz Öncü und der Japaner Ayumu Sasaki. In der MotoE-Kategorie trennte man sich von Foray, dessen Leistungen als nicht ausreichend angesehen wurden, während Garzó in die Moto2-Klasse wechselte. Somit bestand das neue Fahrerduo aus dem Italiener Tommaso Marcon und dem Deutschen Lukas Tulovic. In der MotoGP-Klasse verblieb Oliveira für ein weiteres Jahr, während der Spanier Iker Lecuona in die MotoGP-Klasse zu Tech 3 aufstieg. Oliveira gelang beim Großen Preis der Steiermark eine Sensation, als er im 373. Rennen (bzw. in der 20. Saison) Tech 3s ersten Sieg in der Königsklasse einfuhr. Zu Beginn der letzten Runde war Oliveira Dritter während vorn Pol Espargaró und Jack Miller sich ein Duell um den Sieg lieferten. Der Portugiese war knapp dahinter und wartete ab. Als sich Espargaró und Miller in der letzten Kurve berührten, konnte Oliveira beide überholen und seinen sowie Tech 3s ersten MotoGP-Sieg einfahren. Für KTM war dies nach Brad Binders Triumph beim Großen Preis von Tschechien lediglich zwei Wochen zuvor der zweite Sieg. Oliveira gewann zudem den Großen Preis von Portugal.
2021 stieg Oliveira ins KTM-Werksteam auf, Danilo Petrucci übernahm seinen Platz, allerdings war Red Bull nun nicht mehr Sponsor des Kundenteams und die Motorräder waren von nun an komplett in Orange; neuer Hauptsponsor war Elf Aquitaine. In der Moto3-Klasse starteten weiterhin Öncü und Sasaki, während neben Tulovic anstelle von Marcon nun Corentin Perolari antrat. Tulovic gewann den MotoE-Lauf im Rahmen des Großen Preises von Österreich.
2022 bestand die Tech-3-MotoGP-Mannschaft aus Raúl Fernández und Remy Gardner. In der Moto3-Kategorie fuhren neben Deniz Öncü anstelle von Ayumu Sasaki nun Adrián Fernández, der jüngere Bruder Raúls.
2023 gehen für die Tech-3-MotoGP-Mannschaft, nun unter dem Namen GASGAS Factory Racing Tech3, die Fahrer Augusto Fernández und Pol Espargaró an den Start. Sie pilotieren eine KTM RC16, denn technisch setzt der spanische Konstrukteur GasGas auf KTM-Material des aktuellen Jahrgangs, und erhalten volle Werksunterstützung. In der Moto3-Kategorie fahren Daniel Holgado und Filippo Farioli.
Zur Saison 2024 werden in der MotoGP-Klasse Augusto Fernández und Pedro Acosta für das Team starten. Beide hatten in den vorherigen beiden Jahren die Moto2-Weltmeisterschaft für sich entschieden. Zum ersten Mal seit 2020 kehrt Red Bull zudem als Sponsor zurück. Die Lackierung allerdings bleibt rot. Auch in der Moto3 wird Tech 3 nun von Gas Gas unterstützt; Fahrer waren Holgado und Jacob Roulstone. Holgado wurde mit einem Sieg Vizeweltmeister.
2025 tritt Tech 3 in der MotoGP mit Enea Bastianini und Maverick Viñales an sowie in der Moto3 mit Roulstone und Valentin Perrone.

## Statistik

### Weltmeister
- 2000 –  Olivier Jacque, 250-cm³-Weltmeister auf Yamaha

### Team-WM-Ergebnisse

#### MotoGP
- 2002 – Fünfter
- 2003 – Sechster
- 2004 – Sechster
- 2005 – Siebter
- 2006 – Neunter
- 2007 – Achter
- 2008 – Vierter
- 2009 – Vierter
- 2010 – Vierter
- 2011 – Fünfter
- 2012 – Dritter
- 2013 – Dritter
- 2014 – Vierter
- 2015 – Vierter
- 2016 – Fünfter
- 2017 – Vierter
- 2018 – Sechster
- 2019 – Zehnter
- 2020 – Siebter
- 2021 – Elfter
- 2022 – Zwölfter
- 2023 – Elfter
- 2024 – Siebter

#### Moto2 (ab 2018)
- 2018 – Zwölfter
- 2019 – 14.

#### Moto3
- 2020 – Zehnter
- 2021 – Vierter
- 2022 – Fünfter
- 2023 – Sechster
- 2024 – Vierter

#### MotoE World Cup
- 2019 – Vierter
- 2020 – Neunter

### Konstrukteurs-WM-Ergebnisse (als Moto2-Hersteller)
- 2010 – Sechster
- 2011 – Fünfter
- 2012 – Fünfter
- 2013 – Vierter
- 2014 – Vierter
- 2015 – Vierter
- 2016 – Dritter
- 2017 – Fünfter
- 2018 – Fünfter

### Grand-Prix-Siege
| Saison | Klasse  | Rennen                                                                           |
| ------ | ------- | -------------------------------------------------------------------------------- |
| 1999   | 250 cm³ | Japan Argentinien                                                                |
| 2000   | 250 cm³ | Sudafrika Malaysia Italien Katalonien Deutschland Tschechien Valencia Australien |
| 2010   | Moto2   | Katalonien                                                                       |
| 2020   | MotoGP  | Steiermark Portugal                                                              |
| 2021   | MotoE   | Osterreich                                                                       |
| 2023   | Moto3   | Portugal Frankreich Italien                                                      |
| 2024   | Moto3   | Portugal                                                                         |